# Roofdierenopvangcentrum
Een roofdierenopvangcentrum is een locatie waar roofdieren kunnen worden ondergebracht die op een of andere manier in de problemen zijn. 
Met name tijgers, leeuwen, poema's, panters en jaguars zijn in Europa nog al eens wegwerpartikelen. Vroeger mochten particulieren zich nog weleens ontfermen over deze dieren maar de huidige wetgeving heeft dit aan banden gelegd. Stichting Pantera in Nederland heeft een dergelijke gespecialiseerde opvang in het Friese dorpje Nijeberkoop.